# علی معتوق
علی معتوق (عربی: علي معتوق عمران السنوسي؛ زادهٔ ۴ ژانویهٔ ۱۹۸۸) بازیکن فوتبال اهل لیبی است.
وی همچنین در تیم ملی فوتبال لیبی بازی کرده‌است.